# Kampf um den Piratenschatz
Kampf um den Piratenschatz ist ein US-amerikanischer Abenteuerfilm aus dem Jahr 1952 von Raoul Walsh mit Robert Newton und Linda Darnell in den Hauptrollen. Der Film wurde von RKO Radio Pictures produziert, das Studio übernahm auch den Verleih.

## Handlung
Port Royal auf Jamaika im frühen 18. Jahrhundert. Um an Bord eines Piratenschiffs zu gelangen, gibt sich der Marineoffizier Robert Maynard als Arzt aus. Maynard wurde vom Gouverneur der Insel mit dem Spionageauftrag betraut, um herauszufinden, ob der Pirat Bellamy von Sir Henry Morgan, vom englischen König zur Bekämpfung der Piraterie abgestellt, geschützt wird. Der Gouverneur misstraut Morgan, der selber als Pirat die Meere unsicher machte, und bietet demjenigen eine Belohnung, der nachweisen kann, dass Morgan Anteile an der Beute erhält. Maynard und sein Helfer Briggs gelangen an Bord des Schiffes und erfahren, dass Bellamy von dem berüchtigten Piraten Blackbeard getötet wurde, der das Schiff übernommen hat.
Edwina Mansfield, Tochter eines Piraten, will sich an Blackbeard rächen, denn sie hatte vor, Bellamy zu heiraten. Blackbeard seinerseits will Morgan töten und will Edwina, in die Morgan verliebt ist, als Köder benutzen. Der Pirat wurde bei dem Überfall angeschossen, die Kugel soll Maynard unter der Aufsicht des Seemannes Gilly entfernen. Auch Gilly gehört zu Maynards Helfern. Nach der gelungenen Operation sucht Blackbeard das Deck auf. Maynard schleicht sich in die Kapitänskajüte und nimmt Bellamys Logbuch an sich. Er findet mehrere Stellen, die Morgan belasten und reißt die Seiten heraus. Er kann ungesehen aus der Kajüte verschwinden und rettet kurz darauf Edwina vor den Nachstellungen eines lüsternen Piraten, indem er diesen tötet. Die dankbare Edwina gesteht Maynard, dass sie Bellamy heiraten wollte, um von Morgan wegzukommen, dem sie Edelsteine gestohlen hat, die nun in einer Kleidertruhe versteckt sind.
Blackbeard hat Edwina schon länger im Verdacht, Edelsteine gestohlen zu haben und durchsucht erfolglos eine ihrer Truhen. Dafür findet er Briefe von Edwina, die Morgan als Komplize von Bellamy erscheinen lassen. Der Pirat verhindert, dass Maynard den Brief stiehlt, denn eine Festnahme Morgans würde bedeuten, dass dessen Reichtümer an die Krone fallen. Blackbeard bringt mit Alkohol Edwinas Dienerin Alvina dazu, das Versteck der Edelsteine zu verraten. Maynard schickt Briggs mit den Seiten des Logbuchs zum Gouverneur, dann schlägt er Löcher in den Schiffsboden. Blackbeard hat Maynards wahre Absichten erkannt und lässt ihn verprügeln, bevor das Schiff verlassen wird. Die Piraten verstecken sich auf einer nahen Insel.
Blackbeards erster Maat Ben Worley befürchtet, dass die übrigen Piraten die Schatztruhe an sich bringen wollen. Um Worley zu beruhigen, schlägt Blackbeard vor, die Truhe an einem benachbarten Strand zu vergraben. Er lässt Maynard und den Seemann Jubal ein Loch graben. Das Ruderboot, mit dem die Männer angekommen sind, löst sich, Maynard und Worley eilen los, das Boot zu sichern. Währenddessen erschießt Blackbeard Jubal und verscharrt ihn im Loch. Die Truhe vergräbt er an anderer Stelle. Worley erahnt Jubals Schicksal, glaubt aber, dass die Truhe sich in dem Loch befindet. Er schlägt Maynard vor, die Truhe später heimlich zu bergen. Am nächsten Morgen erspäht Blackbeard Morgan und dessen Männer am Strand und lässt sie mit Kanonen beschießen. Während des Gefechts kann Maynard Edwina, die unter Bewachung steht, befreien. Blackbeard trifft auf einen bärtigen Strandräuber und bringt ihn dazu, seine Kleidung anzulegen. Dann erschießt er den Mann, dessen Leiche von Morgan gefunden wird, der glaubt, er habe Blackbeard getötet.
Morgans Männer können die Piraten besiegen. Morgan verlangt die Herausgabe Edwinas. Blackbeards Kopf soll in Port Royal ausgestellt werden. In der Stadt erfährt Maynard von seinem Onkel Jeremy, dass Morgan den Gouverneur in Haft genommen und dessen Posten übernommen hat. Maynard fürchtet um sein Leben und will mit Blackbeards Schiff, das nach England geschickt werden soll, fliehen. In der Nacht schleicht er sich in Morgans Villa und überzeugt Edwina, mit ihm zu fliehen. Sie gelangen auf das Schiff und erkennen, dass Blackbeard lebt und mit überlebenden Piraten auf das Schiff geflohen ist. Morgan verfolgt die Piraten mit einer erbeuteten spanischen Galeone, unterbricht aber seinen geplanten Angriff, als er Edwina entdeckt, die an den Mast gefesselt ist. Blackbeards Drohung, Edwina zu töten, veranlasst Morgan, die Verfolgung abzubrechen.
In der folgenden Nacht stachelt Worley die Piraten zur Meuterei an, um den vergrabenen Schatz zu bergen. Tatsächlich finden die Piraten die Truhe und wollen sie an Bord bringen. Blackbeard hat Worleys Absichten erkannt und nimmt die Meuterer unter Feuer. Er wird jedoch von Gilly angeschossen und später bis zum Hals am Strand eingegraben, damit er bei der einsetzenden Flut ertrinkt. Maynard und Edwina stehlen ein Ruderboot und fliehen. Auf See fallen sie sich in die Arme und küssen sich.

## Historischer Hintergrund
Der Film erzählt eine rein fiktive Geschichte mit historischen Charakteren.
Der Pirat Blackbeard (ca. 1680–1718), der vor allem im Nordwestatlantik tätig war, war ein hochgewachsener schlanker Mann mit einem langen schwarzen Bart. Bekannt und gefürchtet wurde er erst ab 1717, nachdem er Orte an der Ostküste der englischen Kolonien überfallen hat. Nach der Belagerung des Hafens von Charleston schickte der Gouverneur von Virginia ein Kommando unter Lieutenant Robert Maynard (1684–1751) aus, das den Piraten unschädlich machen sollte. Blackbeard geriet in eine Falle, er und seine Piraten wurden niedergemacht.
Henry Morgan (1635–1688) war, wie im Film dargestellt, tatsächlich Pirat, der in erster Linie gegen spanische Schiffe in der Karibik vorging. Durch seine Raubzüge wurde er ein reicher Mann, wurde jedoch nach seiner Rückkehr nach Jamaika verhaftet und nach England gebracht, da zwischen England und Spanien in der Zwischenzeit Frieden geschlossen wurde. 1674 wurde er begnadigt, in den Adelsstand erhoben und zum Vizegouverneur von Jamaika ernannt. In der Folgezeit wurde er ein erbitterter Feind der Piraten. Er starb 1688 an Tuberkulose und hatte nie etwas mit Blackbeard zu tun.
Port Royal war eine 1518 gegründete Hafenstadt auf Jamaika, die für ihre Sittenlosigkeit und ihre lockere Moral bekannt und bei Freibeutern beliebt war. Die Stadt wurde bei einem Erdbeben 1692 zerstört und versank zum größten Teil im Meer. Heute ist sie ein Fischerort mit etwa 2.000 Einwohnern.

## Produktion
Gedreht wurde der Film von Anfang Juni bis Ende Juli 1952 in den RKO-Studios in Hollywood.
Die Filmidee wurde vom für RKO tätigen Produzenten Val Lewton entwickelt, der Boris Karloff für die Rolle des Blackbeard vorsah. Im November 1950 wurde Robert Stevenson als Regisseur genannt und Robert Mitchum, Faith Domergue, Victor Mature und Jack Buetel als Darsteller. Im Januar 1952 wurde Charles Laughton als Blackbeard in Erwägung gezogen.
Albert S. D’Agostino und Jack Okey oblag die künstlerische Leitung. Darrell Silvera und John Sturtevant waren für das Szenenbild zuständig. Verantwortliche Toningenieure waren Frank McWhorter und Clem Portman. Musikalischer Direktor war Constantin Bakaleinikoff.
Patrick Allen gab als Statist sein Filmdebüt.

## Synchronisation
| Rolle                   | Schauspieler   | Deutscher Synchronsprecher |
| ----------------------- | -------------- | -------------------------- |
| Edward Teach/Blackbeard | Robert Newton  | Eduard Wandrey             |
| Edwina Mansfield        | Linda Darnell  | Marion Degler              |
| Ben Worley              | William Bendix | Hans Emons                 |
| Robert Maynard          | Keith Andes    | Horst Niendorf             |
| Sir Henry Morgan        | Torin Thatcher | Siegfried Schürenberg      |
| Alvina                  | Irene Ryan     | Ursula Krieg               |
| Noll                    | Alan Mowbray   | Wolf Martini               |
| Briggs                  | Richard Egan   | Rolf Heydel                |
| Gilly                   | Skelton Knaggs | Walter Bluhm               |
| Pierre La Garde         | Anthony Caruso | Friedrich Joloff           |
| Tom Whetstone           | Jack Lambert   | Heinz Giese                |
| Jeremy                  | Noel Drayton   | Robert Klupp               |
| Job Maggot              | Pat Flaherty   | Clemens Hasse              |

## Veröffentlichung
Die Premiere des Films fand am 25. November 1952 in Washington, D.C. statt. In der Bundesrepublik Deutschland kam er am 6. November 1953 in die Kinos, in Österreich im April 1955.

## Kritiken
Der Filmkritiken-Aggregator Rotten Tomatoes hat in einer Auswertung von über 2.500 User-Kritiken ein Publikumsergebnis von 40 Prozent positiver Bewertungen ermittelt.
Das Lexikon des internationalen Films schrieb: „Kintopp-Abenteuerunterhaltung mit viel Schlachtgetümmel.“
Howard Thompson von der The New York Times befand, der Film biete eine Galerie herzhafter Schurken in opulenter Farbe (Technicolor) allerdings ohne großen Anlass zur Freude. Während Geschichte mit schlüpfriger Gutmütigkeit geglättet werde, beinhalte das Material einige Abweichungen vom Schema.
Die Variety bezeichnete den Film als ausgelassenen Mantel-und-Degen-Film mit viel Abenteuer, ausgiebigen Schwertkämpfen und all den Dingen, aus den große Piratenfilme gemacht seien.
Der Kritiker des TV Guide sah einen Film, der viel Spaß mache, jedoch seien Newton, Bendix und Egan fehlbesetzt.